# Macromeracis philippii
Macromeracis philippii är en tvåvingeart som först beskrevs av Camillo Rondani 1863.  Macromeracis philippii ingår i släktet Macromeracis och familjen vapenflugor. Inga underarter finns listade i Catalogue of Life.